# Mario Botta

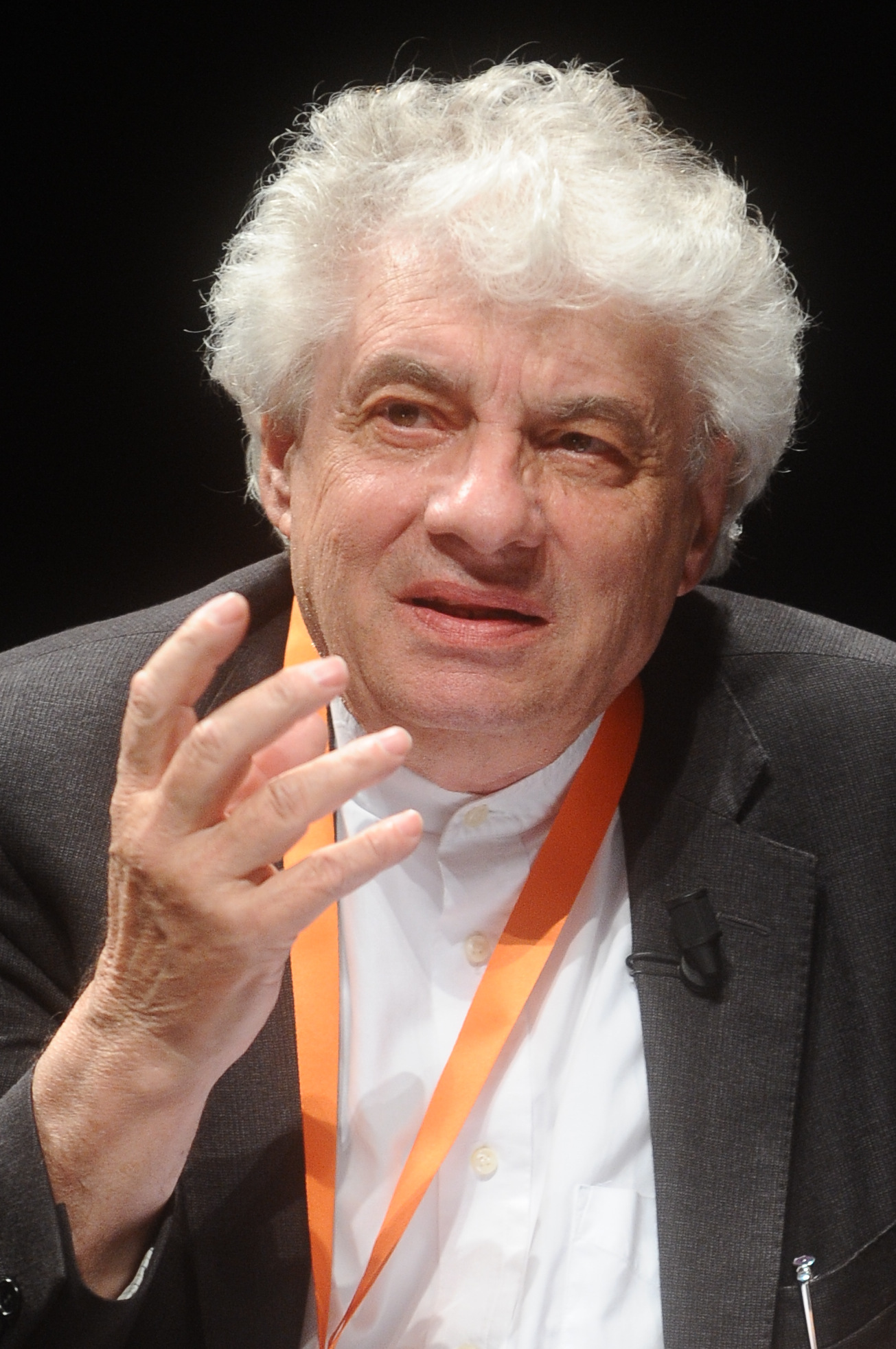
Mario Botta al Festival dell'Economia di Trento nel 2016.

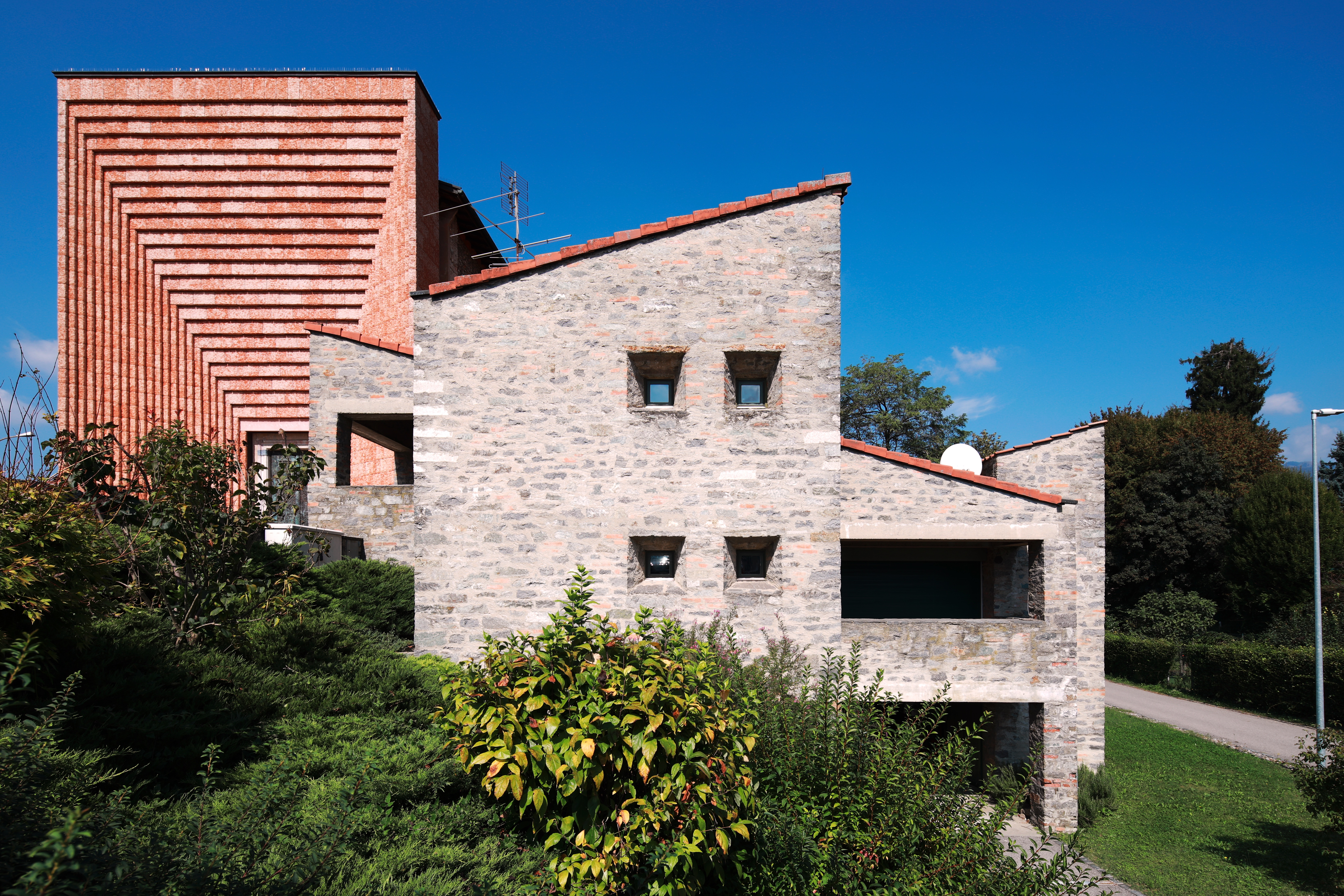
Casa parrocchiale di Genestrerio. Prima costruzione di Mario Botta. Realizzazione 1961–1963.

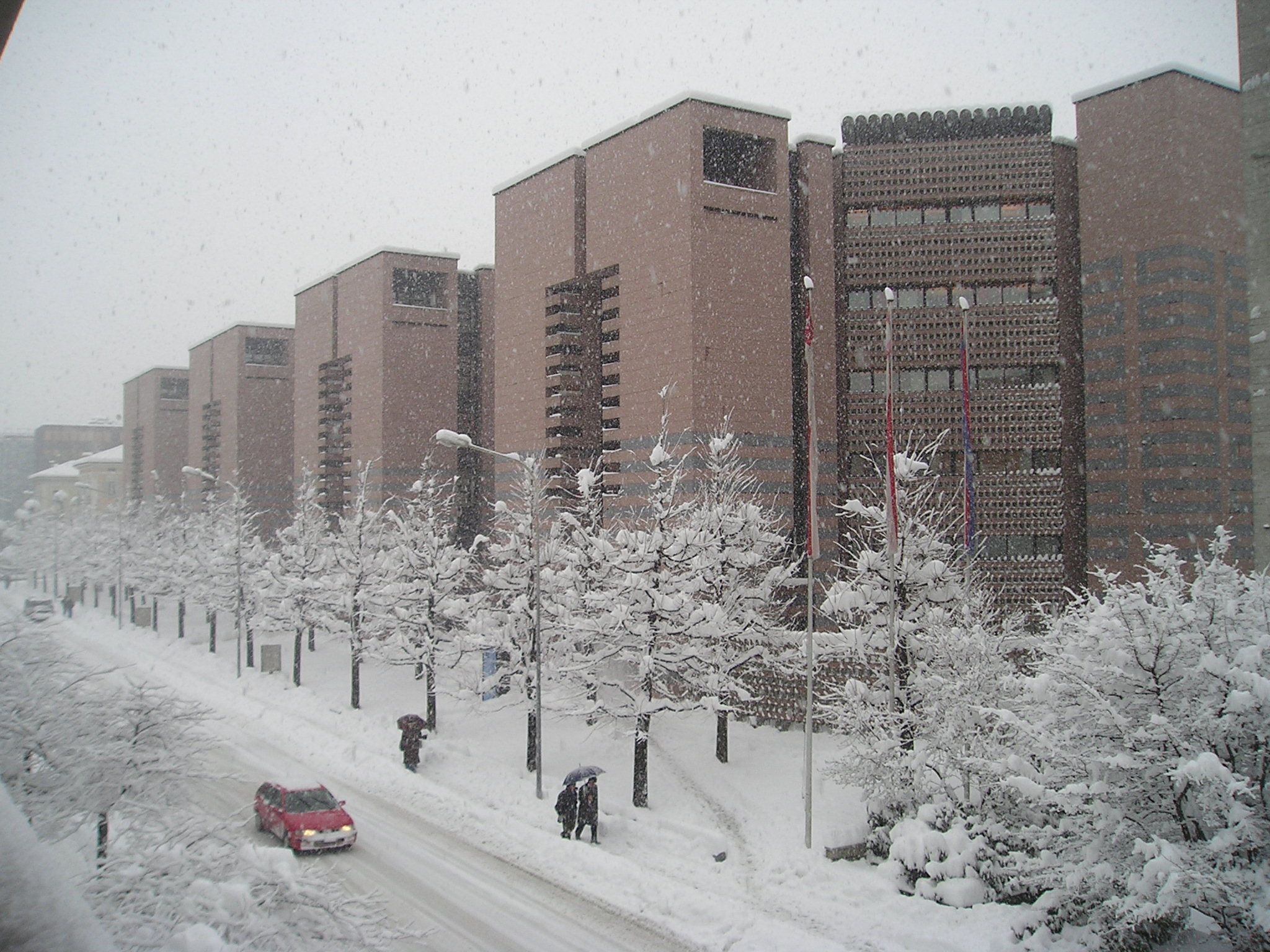
L'edificio della Banca del Gottardo a Lugano progettato dall'architetto Mario Botta (ripreso in occasione della nevicata del 27 gennaio 2006)

Mario Botta (Mendrisio, 1º aprile 1943) è un architetto e scultore svizzero.

## Biografia
Figlio unico di Luigi e Maria Botta, sarta, vide sporadicamente il padre, che abbondonò lui e la moglie quando aveva sette anni, e che rivedere solo una volta quando ne aveva venticinque.
Dopo la scuola dell'obbligo entra a 15 anni come apprendista disegnatore presso lo studio di architettura di Luigi Camenisch e Tita Carloni a Lugano e all'età di 18 anni realizza la sua prima costruzione (casa parrocchiale di Genestrerio) 1961-63. Frequenta il Liceo Artistico a Milano e prosegue gli studi all'Istituto Universitario d'Architettura di Venezia tra il 1964 e il 1969. Nel 1970 apre il proprio studio di architettura a Lugano, nella cui regione realizza un gran numero di residenze unifamiliari e piccoli interventi che lo rendono internazionalmente noto.
Dal 2011, lo studio Mario Botta Architetti si è trasferito a Mendrisio dove continua attivamente ad occuparsi di progetti su scala nazionale e internazionale, partecipando anche a prestigiosi concorsi. Nel 2023 riceve il Premio Piranesi Prix de Rome alla Carriera.

## Stile
La sua architettura, molto influenzata da Le Corbusier, Carlo Scarpa e Louis Kahn, risulta caratterizzata da un notevole pragmatismo e dalla creazione di uno spazio architettonico forte e geometrico, spesso rivestito di mattoni in cotto edificati con un attento disegno del particolare architettonico. Sono caratteristici della sua architettura l'utilizzo del mattone e della pietra e gli edifici costituiti da volumi puri, tagliati e traforati da grandi spaccature, tra i quali gli edifici a cilindro tronco che trovano la prima realizzazione nella chiesa di San Giovanni Battista a Mogno e il successivo sviluppo nella Cattedrale di Évry, presso Parigi. 
Partendo dalle prime realizzazioni di case unifamiliari in Canton Ticino, il suo lavoro ha abbracciato molte tipologie edilizie: scuole, banche, edifici amministrativi, biblioteche, musei ed edifici di culto. Dall’inizio della sua carriera, il suo lavoro è stato riconosciuto e premiato a livello internazionale, oltre ad essere presentato in numerose mostre e pubblicazioni. Considerato un rappresentante di quella che viene talvolta chiamata la scuola ticinese di architettura, nel 1996, è tra i fondatori dell’Accademia di architettura di Mendrisio, dove tuttora insegna e ha ricoperto la carica di direttore.

## Opere realizzate

### 1959–1970
- Casa unifamiliare, Morbio Superiore, Svizzera (1959)
- Casa Parrocchiale (in collaborazione con Tita Carloni), Genestrerio, Svizzera (1961)
- Casa unifamiliare, Stabio, Svizzera (1965–1967)
- Cappella del Monastero di Santa Maria (in collaborazione con Tita Carloni), Bigorio, Svizzera (1966)

### 1971–1980

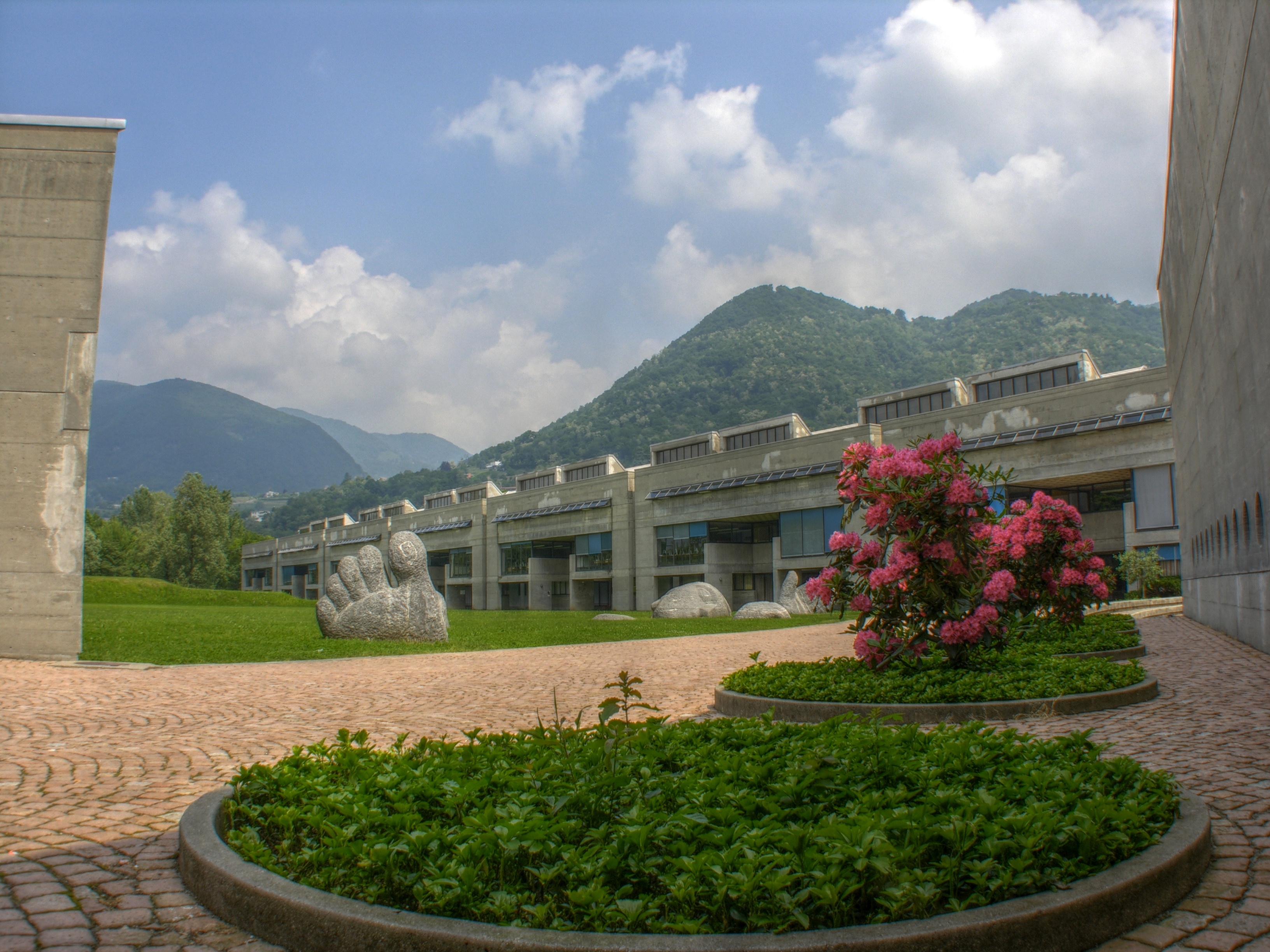
La scuola media di Morbio Inferiore

Centro Artigianale, Balerna, Svizzera (1977-1979)

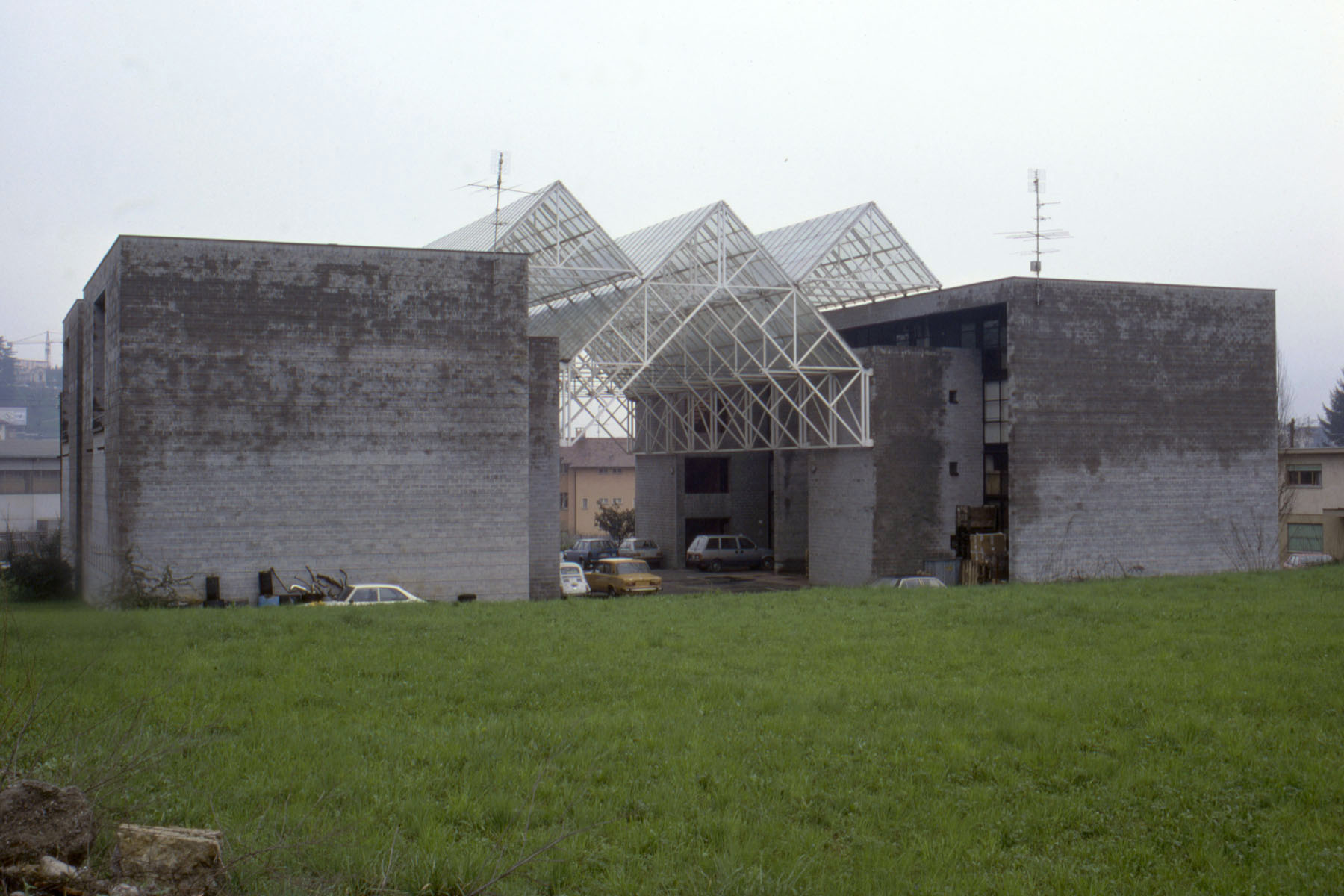
Centro Artigianale, Balerna

- Casa unifamiliare, Cadenazzo, Svizzera (1971)
- Casa unifamiliare, Riva San Vitale, Svizzera (1971–1973)
- Scuola media, Morbio Inferiore, Svizzera (1972–1977)
- Sala d'incontro, Monastero di Santa Maria, Bigorio, Svizzera (1973)
- Biblioteca del Convento dei Cappuccini, Lugano, Svizzera (1976–1979)
- Palestra pubblica, Balerna, Svizzera (1976–1977)
- Ristrutturazione e completamento di una cascina, Ligrignano di Morbio Inferiore, Svizzera (1977–1978)
- Centro artigianale, Balerna, Svizzera (1977–1979)
- Banca dello Stato Friburgo, Svizzera (1977–1982)
- Casa unifamiliare, Pregassona, Svizzera (1979–1980)
- Casa unifamiliare, Massagno, Svizzera (1979–1981)
- Casa unifamiliare, Viganello, Svizzera (1980–1981)
- Casa unifamiliare (Casa rotonda), Stabio, Svizzera (1980–1982)

### 1981–1985
- Casa unifamiliare Origlio, Svizzera (1981–1982)
- Edificio amministrativo Ransila I, Lugano, Svizzera (1981–1985)
- Sede centrale della Banca del Gottardo, Lugano, Svizzera (1982–1988)
- Sede dell'ANCE, Lecco, Italia (1982)[2]
- Casa della Cultura André Malraux, Chambéry, Francia (1984–1987)
- Biblioteca pubblica - Maison du Livre, de l'Image et du Son, Villeurbanne, Francia (1984–1988)
- Complesso residenziale nella ex area Venchi-Unica, Torino, Italia (1984–1987)
- Galleria d'Arte Watari-um Tokyo, Giappone (1985–1990)
- Palazzo per appartamenti e uffici - Palazzo Botta, Lugano, Svizzera (1985–1990)
- Edificio amministrativo “Ransila II”, Lugano, Svizzera (1985–1991)
- Edificio residenziale Lützowplatz (in collaborazione con Bendoraitis, Gurt & Messer), Berlino, Germania (1985–1991)

### 1986–1990

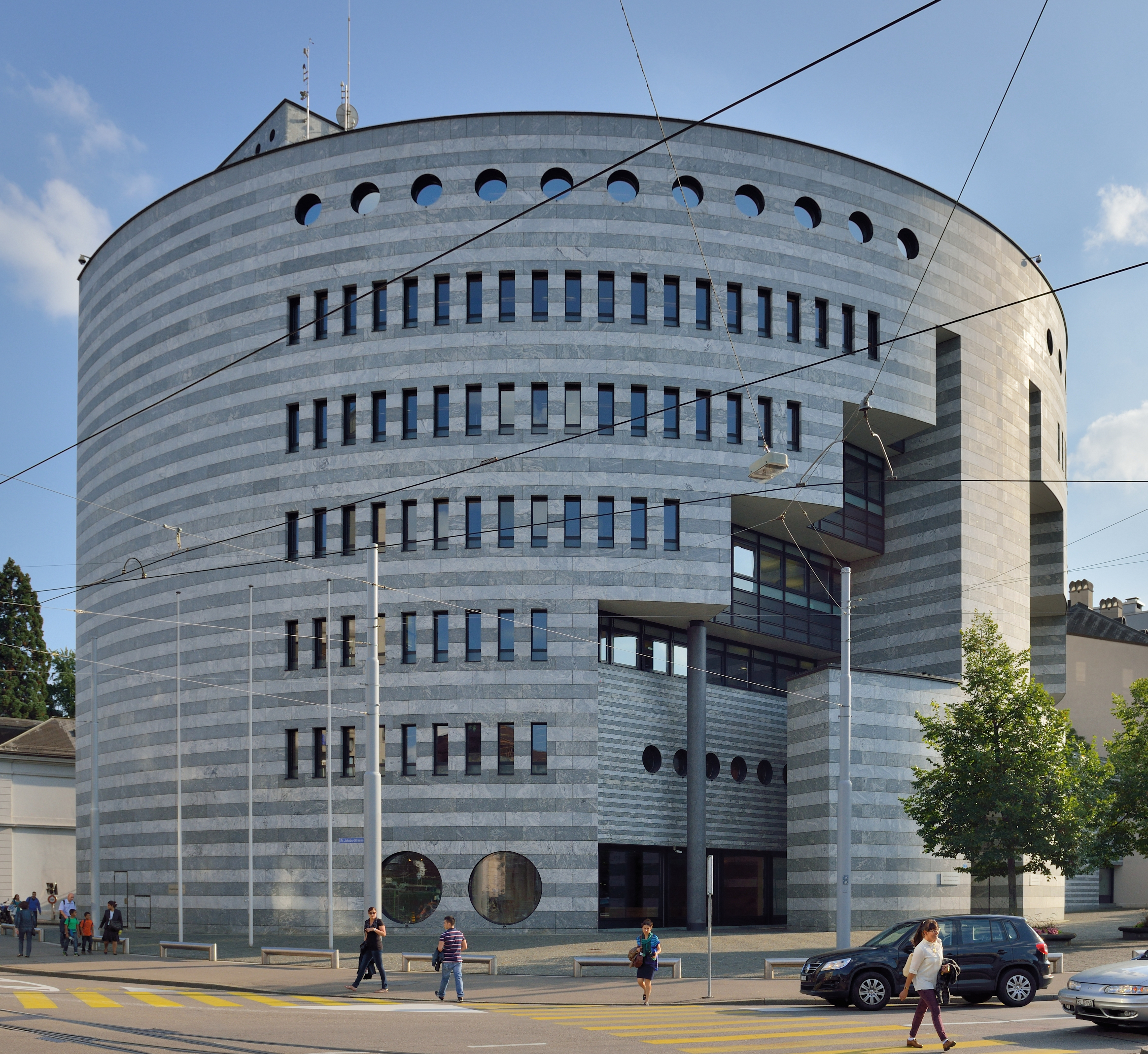
Basilea, vecchia sede UBS, oggi sede secondaria della Banca dei Regolamenti Internazionali

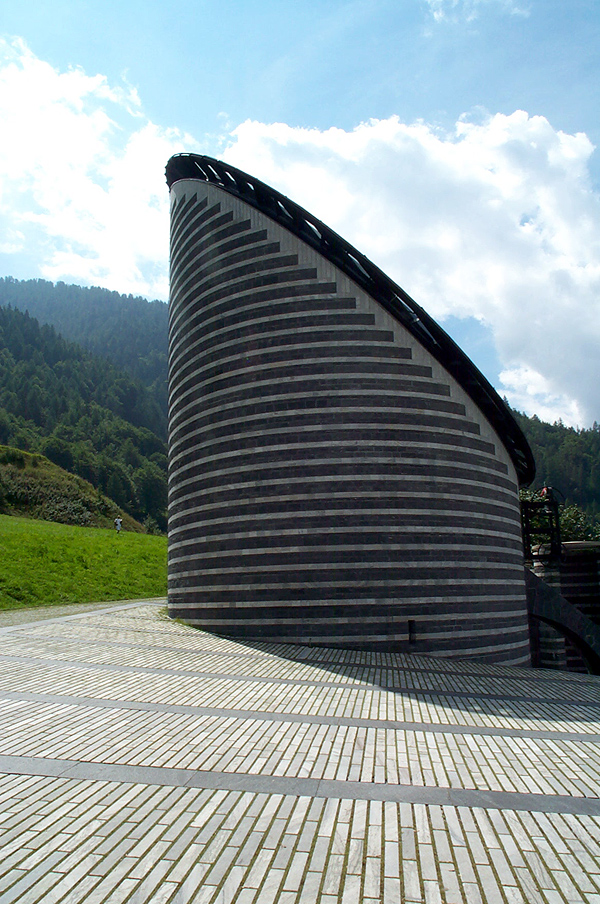
Chiesa di San Giovanni Battista a Mogno

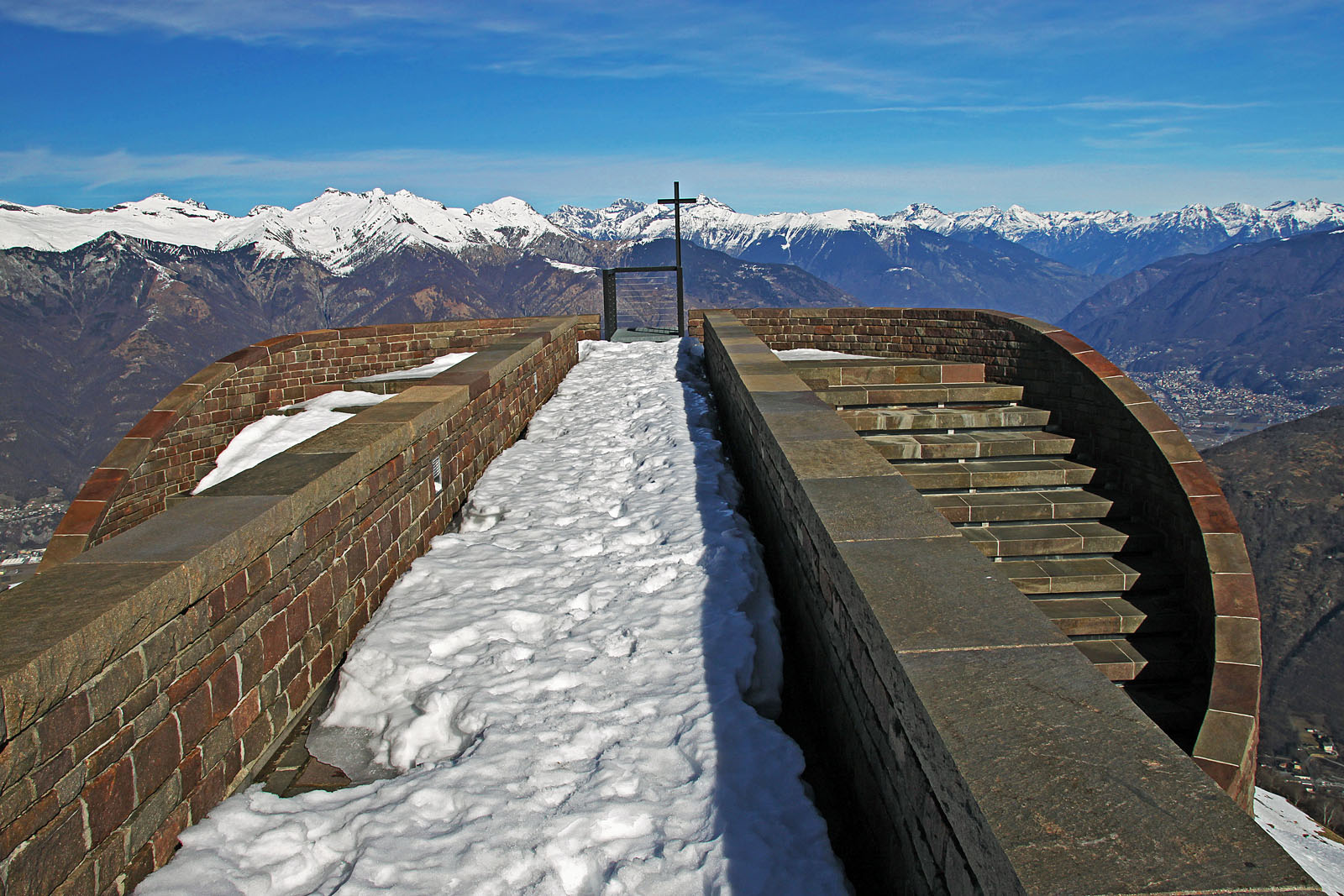
Chiesa di Santa Maria degli Angeli

- Casa unifamiliare Cavigliano, Svizzera (1986–1989)
- Casa unifamiliare Vacallo, Svizzera (1986–1989)
- Casa per due famiglie Daro, Svizzera (1986–1991)
- Complesso residenziale e commerciale "I 5 Continenti", Paradiso, Svizzera (1986–1992)
- Edificio amministrativo "Caimato", Lugano, Svizzera (1986–1993)
- Edificio principale dell'Unione di Banche Svizzere (in collaborazione con Burckhardt+Partner), Basilea, Svizzera (1986–1995)
- Chiesa di San Giovanni Battista, Mogno, Svizzera (1986–1998)
- Riqualificazione di piazzale della Pace, Parma, Italia (1986–1992)[senza fonte]
- Casa unifamiliare, Losone, Svizzera (1987–1989)
- Casa unifamiliare, Manno, Svizzera (1987–1990)
- Chiesa del Beato Odorico (in collaborazione con Piero Beltrame), Pordenone, Italia (1987–1992)
- Tomba di famiglia, Lugano, Svizzera (1987–1992)
- Chiesa dei Santi Pietro e Paolo (in collaborazione con Fabiano Redaelli), Sartirana di Merate, Italia (1987–1996)
- Uffici e residenze, Bellinzona, Svizzera (1988–1991)
- Insediamento residenziale (in collaborazione con Ferruccio Robbiani), Novazzano, Svizzera (1988–1997)
- Centro Commerciale Le Torri, Firenze, Italia (1988–1992)
- Cattedrale di Évry, Francia (1988–1995)
- Torre Kyobo, Seul, Corea del Sud (1989–2003)
- Complesso residenziale (in collaborazione con Luciano e Mario Gemin), Castelfranco Veneto, Italia (1988–1997)
- Edificio direzionale Swisscom, Bellinzona, Svizzera (1988-1998)
- Museo d'Arte di Rovereto e Trento (MART) (in collaborazione con Giulio Andreolli), Rovereto, Italia, (1988–2002)
- Casa unifamiliare, Daro, Svizzera (1989–1992)
- Casa unifamiliare, Cologny, Svizzera (1989–1993)
- Casa unifamiliare, Montagnola, Svizzera (1989–1994)
- Museo d'Arte Moderna (in collaborazione con Hellmuth, Obata and Kassabaum), San Francisco, Stati Uniti (1989-1995)
- Chiesa parrocchiale del Beato Odorico, Pordenone, Italia (1990–1992)
- Chiesa di Santa Maria degli Angeli, Monte Tamaro, Svizzera (1990–1996)
- Sede del quotidiano "La Provincia" (in collaborazione con Giorgio Orsini), Como, Italia (1990–1997)
- Centro sportivo, Tenero, Svizzera (1990–2000)
- Uffici e abitazioni "La Fortezza", Maastricht, Paesi Bassi (1990–1999)
- Nuovo Casinò (in collaborazione con Giorgio Orsini), Campione d'Italia, Italia (1990–2006)

### 1991–1996

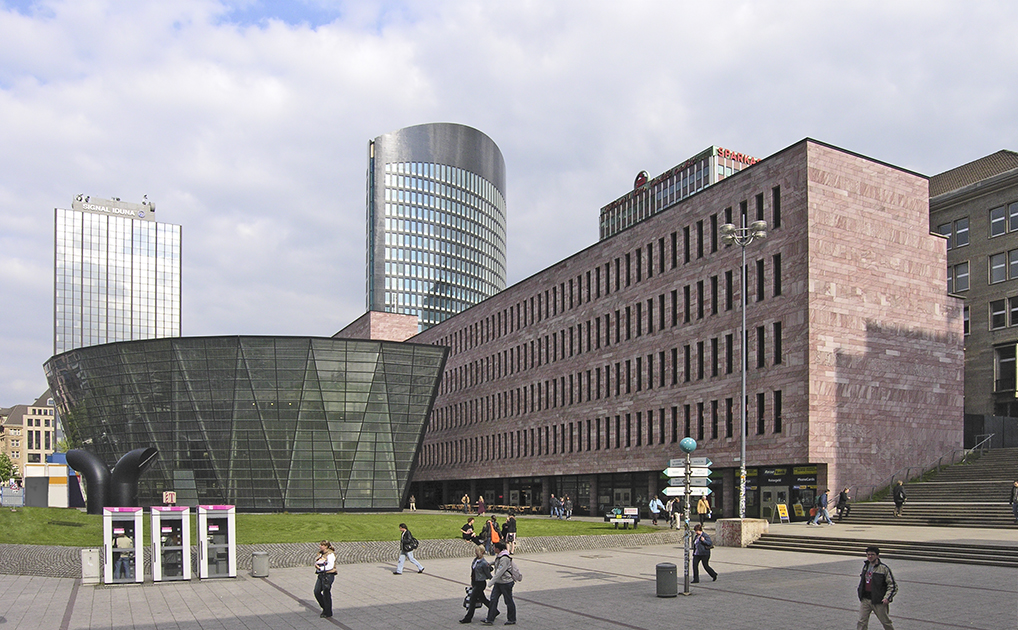
Dortmund, biblioteca municipale

- Tenda itinerante del settecentesimo anniversario della Confederazione Elvetica (o tenda "di Botta"), Bellinzona, Svizzera (1991)
- Complesso industriale, Verbania, Italia (1991)
- Edificio Amministrativo (in collaborazione con Fabiano Redaelli), Merate, Italia (1991–1997)
- Complesso residenziale (in collaborazione con Fabiano Redaelli), Bernareggio, Italia (1991–1997)
- Centro commerciale e residenziale "Piazzale alla Valle", Mendrisio, Svizzera (1991–1998)
- Complesso residenziale, Monte Carasso, Svizzera (1992-1996)
- Casa per anziani, Novazzano, Svizzera (1992-1998)
- Centro commerciale (in collaborazione con Fabiano Redaelli), Merate, Italia (1992–1998)
- Centro Friedrich Dürrenmatt, Neuchâtel, Svizzera (1992-2000)
- Casa unifamiliare (in collaborazione con Fabiano Redaelli), Bernareggio, Italia (1993–1999)
- Liceo scientifico (in collaborazione con Giorgio Orsini), Città della Pieve, Italia (1993–2000)
- Stazione di servizio, Piotta, Svizzera (1993–1998)
- Barriere antirumore autostradali, Chiasso, Svizzera (1993–2004)
- Restauro ed ampliamento della Fondazione Querini Stampalia, Venezia, Italia (1993–2003)
- Museo Jean Tinguely, Basilea, Svizzera (1993–1996)
- Chiesa Papa Giovanni XXIII, Seriate Italia (1994–2004)
- Museo all'aria aperta "Arca di Noé" Gerusalemme, Israele (1995–2001)
- Leeum - Museo d'Arte Samsung, Seul, Corea del Sud, (1995–2004)
- Casa unifamiliare, Muzzano, Svizzera (1995–1997)
- Entrata al giardino dei tarocchi di Niki de Saint Phalle (in collaborazione con Roberto Aureli), Garavicchio, Italia (1995–1997)
- Biblioteca municipale, Dortmund, Germania (1995–1998)
- Ristrutturazione del Museo Vela, Ligornetto, Svizzera (1995–2001)
- Monumento Cumbre De Las Americas (in collaborazione con Luis Fernandez de Cordova), Santa Cruz de la Sierra, Bolivia (1996)
- Sinagoga Cymbalista e centro dell'eredità ebraica, Tel Aviv, Israele (1996–1998)
- Complesso d'uffici, New Delhi, India (1996–2003)

### 1997–2000

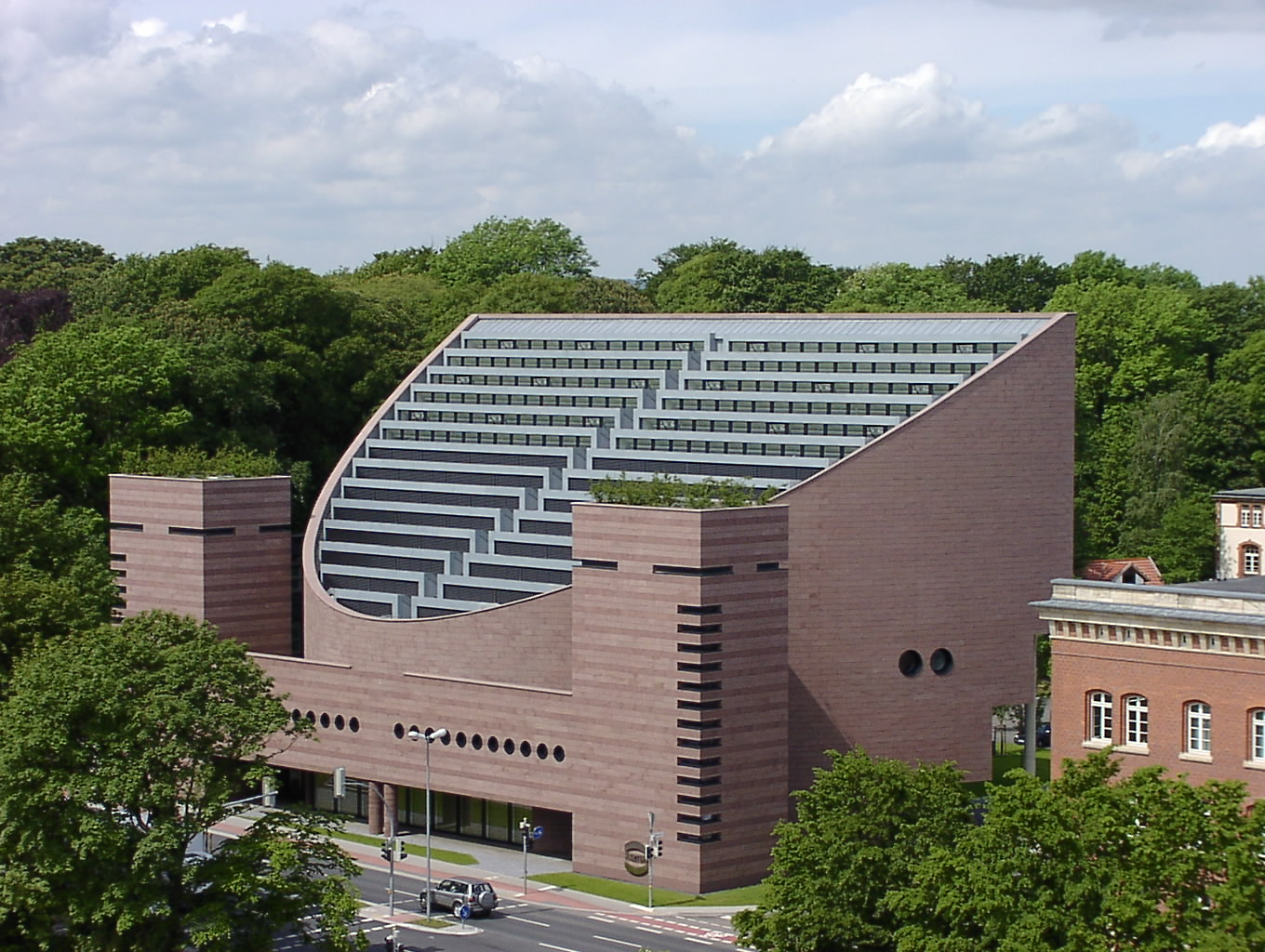
Sede della Harting Technologiegruppe a Minden

- Nuovo impianto funivia, Cardada-Locarno, Svizzera (1997–2000)
- Nuova Sede della Banca Nazionale di Grecia (in collaborazione con Irena Sakellaridou e Morpho Papanikolaou), Atene, Grecia (1998–2001)
- Casa unifamiliare Königsberg, Germania (1998–1999)
- Torre Belvedere Moron, Svizzera (1998–2004)
- Ridisegno della facciata della chiesa, Genestrerio, Svizzera (1998–2004)
- Complesso residenziale, Deventer, Paesi Bassi (1998–2004)
- Fondazione Martin Bodmer - Biblioteca e Museo, Cologny, Svizzera, (1998–2003)
- Cappella, Azzano di Seravezza, Italia (1999–2000)
- Uffici Harting, Minden, Germania (1999–2001)
- Cantina Petra, Suvereto (Toscana), Italia, (1999–2003)
- Nuova ala della Facoltà di Giurisprudenza dell'Università degli studi di Trento (in collaborazione con Emilio Pizzi), Trento, Italia (1999–2006)
- Nuova parrocchia del Santo Volto, Torino, Italia (2000–2006)

### 2001–2005

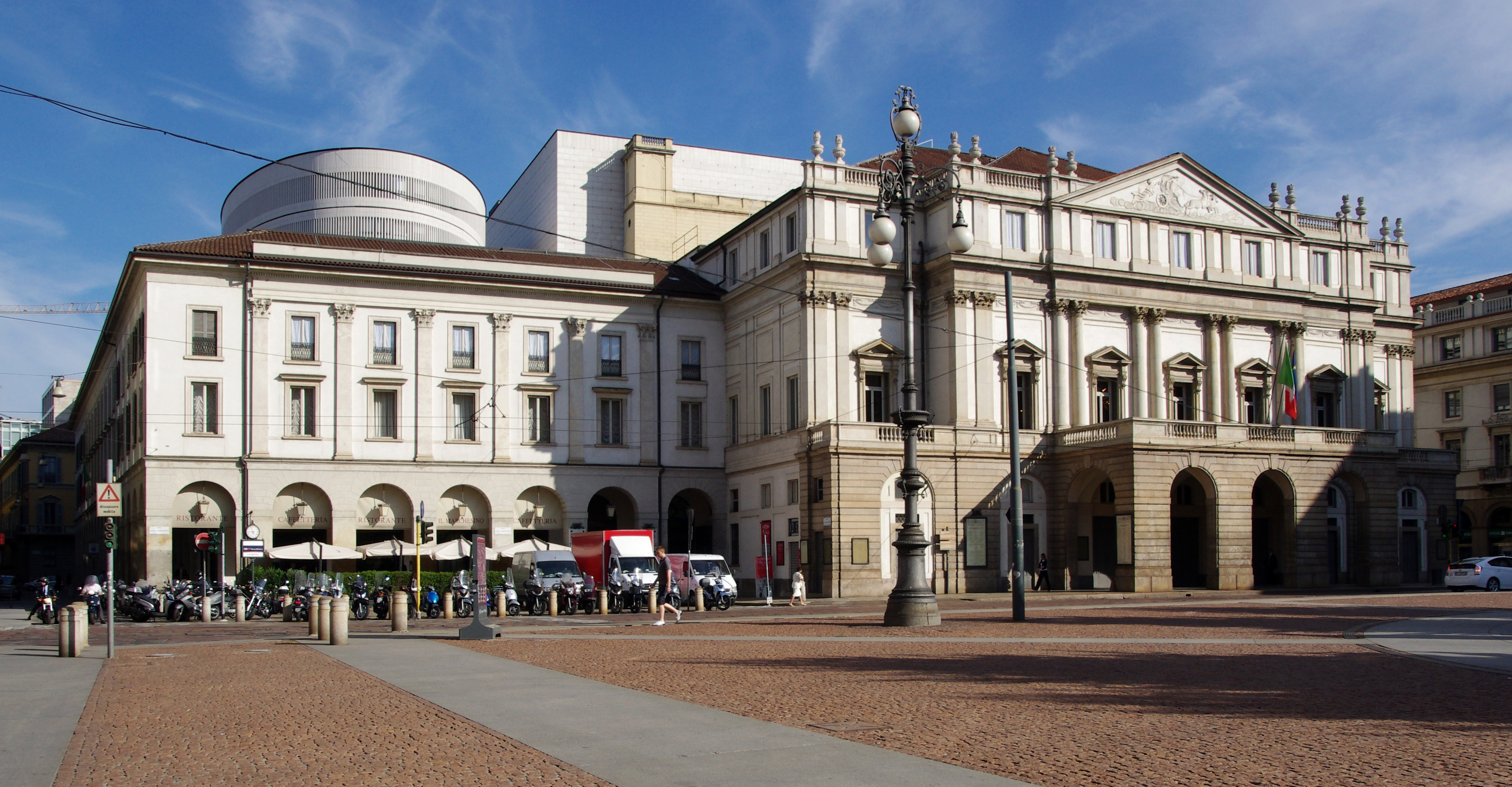
Torre scenica e torre ellittica del Teatro alla Scala di Milano.

- Complesso del Mart, a Rovereto (2000–2002)
- Pensilina terminal autobus TPL, Lugano, Svizzera (2001–2002)
- Società di assicurazioni "Ethniki", Atene, Grecia (2001–2006)
- Ristrutturazione e ampliamento del Teatro alla Scala, Milano, Italia (2002–2004)
- Complesso di piazza Marconi e terminal delle autolinee, Vimercate, Italia (2003)
- Ridefinizione dell'area della stazione, Segrate, Italia (2003)
- Centro wellness Bergoase, Arosa, Svizzera (2003–2006)
- Biblioteca Civica A. Tiraboschi, Bergamo, Italia (2004)
- Villa unifamiliare, Bernareggio, Italia (2004)
- Centro per la talassoterapia, Spotorno, Italia (2004–in corso di realizzazione)
- Edificio residenziale, Gallarate, Italia (2005–2010)
- Recupero Ex Aree ABB, Lodi, Italia (2005–in corso di realizzazione)
- Scuola statale dell'infanzia, Rosà, Italia (2004)

### Dal 2006

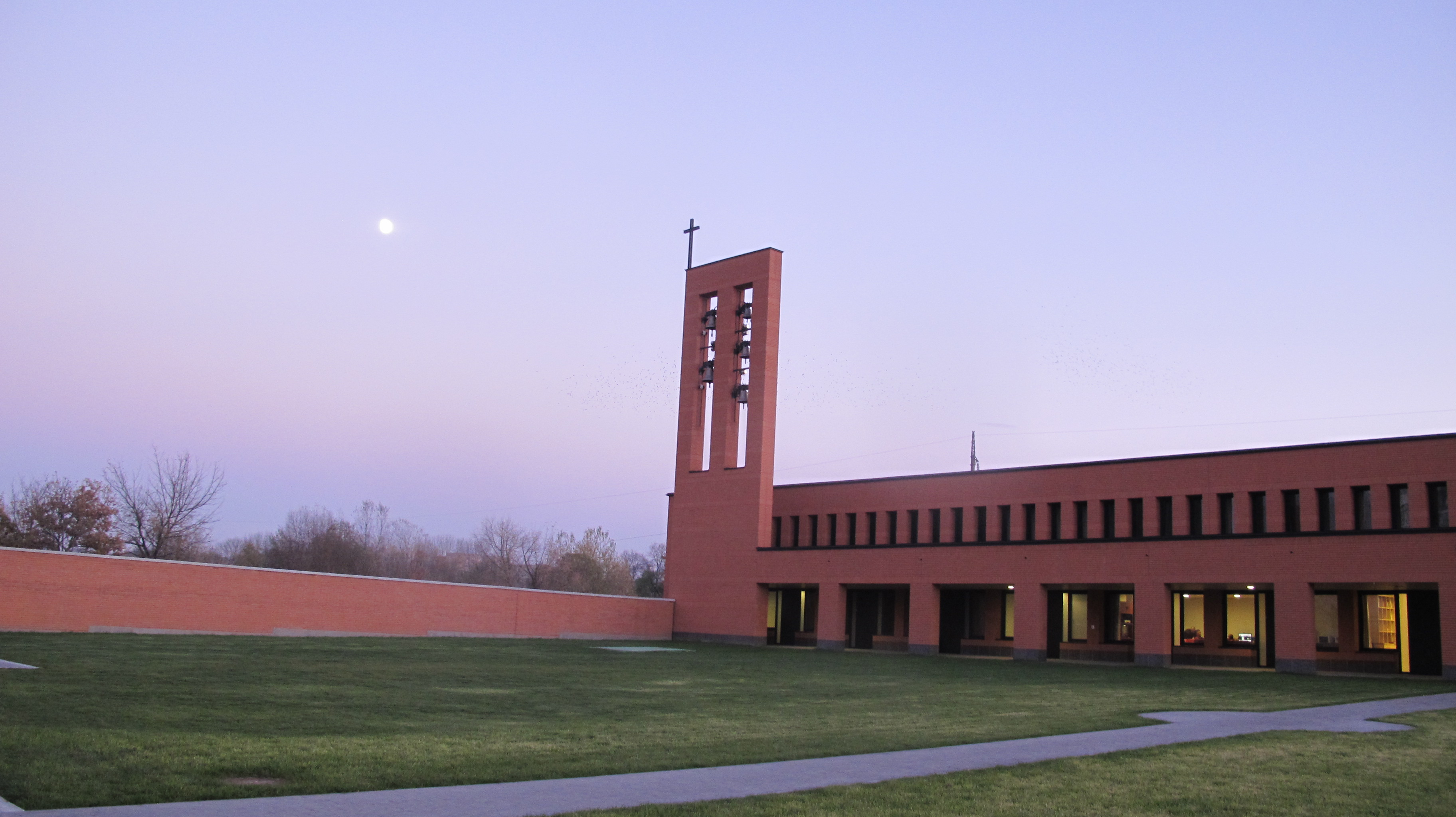
Monastero dei Santi Apostoli Pietro e Andrea, Opera don Orione, Leopoli.

- Sepolcro Neri Pozza - Lea Quaretti, Cimitero di Longara (Vicenza), (2009)
- Werner Oechslin Library - Biblioteca privata di architettura, Einsiedeln, Svizzera (2006)
- Nuova sede direzionale e Museo Campari e residenze (in collaborazione con Giancarlo Marzorati), Sesto San Giovanni, Italia (2006–2009)
- Risistemazione chiostro interno di palazzo Crepadona (opera detta "cubo di Botta"), Belluno, Italia (2007)
- Stazioni Poggioreale e Tribunale della Linea 1 della Metropolitana Napoli, Italia (2007–in corso di realizzazione)
- Phoenix Island Villa Condo & Club House, Seogwipo, Corea del Sud (2007)
- Piano regolatore generale, Sarzana, Italia (2007–in corso di realizzazione)
- Nuovo Ospedale Civile (in collaborazione con N.F.H.P. e Studio Redaelli), Vimercate, Italia (2007–2010)
- Chiesa di Santa Maria Nuova Terranuova Bracciolini, Italia (2007–in corso di realizzazione)
- MiNEC (Milan North-East Centre), Vimodrone, Italia (2008)

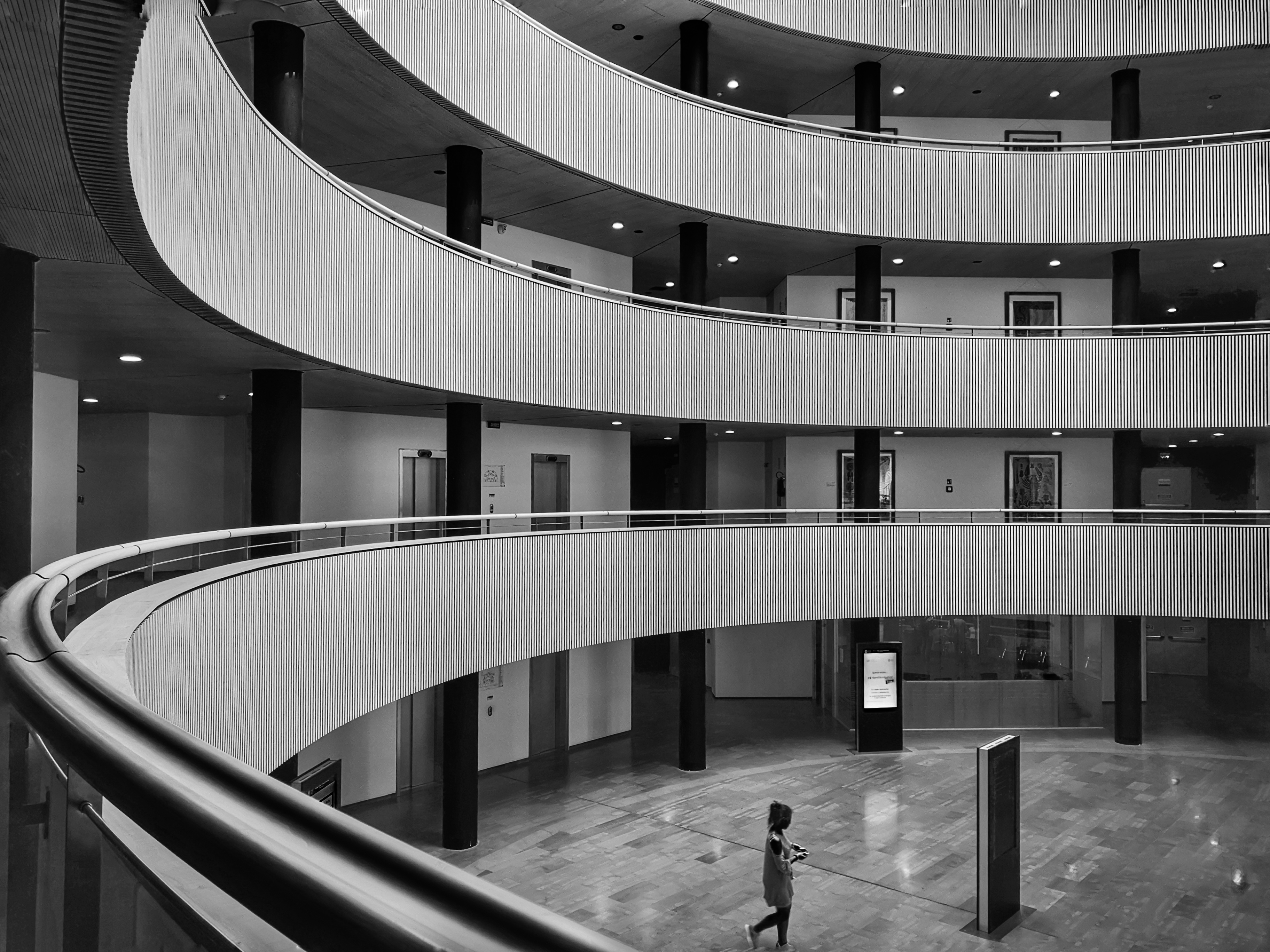
Fiore di Botta, ingresso piano terra. Padova (2008-2015).

- Fiore di Botta, ingresso piano terra. Padova (2008-2015).Nuovo Complesso Didattico per la Biomedicina "Fiore di Botta", Padova, Italia (2008–2015)
- Complesso monumentale San Paolo, Fontana del Museo Civico Monselice, Italia (2009)
- Cantina Château Faugères, Saint-Émilion, Francia (2009)
- Torre Opera, Pescara, Italia (2009-in costruzione)
- Ridefinizione di Piazza Mazzini, Modena, Italia (2009–in corso di realizzazione)
- Cantina Moncucchetto a Lugano Svizzera (2009-2011)
- Ampliamento del Centro sportivo nazionale, Tenero, Svizzera (2009– in corso di realizzazione)
- "Cittadella delle Istituzioni" nell'Area Appiani, Treviso, Italia (2010)
- Recupero degli ex Magazzini Generali, Verona, Italia (2010– in corso di realizzazione)
- Nuova parrocchia di San Rocco a Sambuceto di San Giovanni Teatino (inaugurata nel 2024)[3]
- Sede del Museo dei fossili del Monte San Giorgio di Meride, Mendrisio, Svizzera (inaugurata nel 2012)
- "Granatkapelle", cappella in onore del beato Engelbert Kolland, Penken, Austria (2013)
- Falegnameria dell'OTAF, Sorengo, Svizzera (inaugurata nel 2013)
- Monastero dei Santi Apostoli Pietro e Andrea, Opera Don Orione, Leopoli, Ucraina (inaugurato nel 2014)
- "Fiore di Pietra", Monte Generoso, Svizzera (inaugurato nel 2017)
- Stadio Nuova Valascia, Quinto, Svizzera (inaugurato nel 2021)

## Design, mostre & scenografie
- Sedia "Prima" (prodotta per Alias) (1982)
- Sedia "Seconda" (prodotta per Alias) (1982)
- Tavolo "Terzo" (prodotto per Alias) (1983)
- Sedia "Quarta" (prodotta per Alias) (1984)
- Mostra "Carlo Scarpa 1906–1978" presso la Galleria dell'Accademia, Venezia (in collaborazione con Boris Podrecca) (1984)
- Sistema "Guscio" per la 17.ma Triennale di Milano (1984)
- Sedia "Quinta" (prodotta per Alias) (1985)
- Poltrona “Sesta: Re e Regina” (prodotta per Alias) (1985)
- Lampada "Shogun" (prodotta per Artemide) (1985)
- Due broche da tavolo, per l'acqua e il vino (prodotte per Cleto Munari) (1986)
- Lampada da muro "Fidia" (Prodotta per Artemide) (1986–1987)
- Maniglie "FSB" (prodotte per FSB - Franz Schneider Brakel) (1986)
- Tavolo "Tesi" (prodotta per Alias) (1986–1987)
- Lampada da tavolo "Melanos" (prodotta per Artemide) (1986)
- Sedia "LATONDA" (prodotta per Alias) (1987/1988)
- Scrittoio "ROBOT" (prodotta per Alias) (1989)
- Lampada da soffitto "Zefiro" (prodotta per Artemide) (1989)
- Orologio "EYE" (prodotto per Alessi) (1989)
- Brocca per acqua "2" (prodotto per Cleto Munari) (1989)
- Tappeti (prodotti per Lantal Texiles)(1990)
- Sedia "Botta 91" (prodotta per Alias) (1990)
- Vaso da fiori (prodotto per Cleto Munari) (1992)
- Schermo "Nilla Rosa (prodotta per Alias) (1992)
- Scenografie per l'opera teatrale "Nutcracker" presso l'Operahaus di Zurigo, Svizzera (1993)
- Scenografie per l'opera teatrale "Medea" presso l'Operahaus di Zurigo, Svizzera (1993)
- Mostra dedicata a Friedrich Durrenmatt presso la Kunsthaus di Zurigo, Svizzera (1993–1994)
- Sedia "Charlotte" (prodotta per Strässle, attualmente prodotta da Horm) (1994)
- Scenografie per l'opera teatrale "Ippolito" presso lo Stadttheater di Basilea, Svizzera (1995)
- Orologio "Flower Time" (prodotto per Mondaine), (1995–1996)
- Padiglione per l'esposizione "Kolonihaven" Copenaghen, Danimarca (1996)
- Orologio "Botta" (prodotto da Pierre Junod) (1997)
- Lampada da soffitto "Mendrisio" (in collaborazione conn Dante Solcà) (prodotta per Artemide) (1998)
- Bottiglie in PET per l'acqua minerale Valser (prodotto per Valser Spring Ltd) (2000)
- Caraffe "Mia e Tua" (prodotto per Alessi) (2000)
- Bicchieri per acqua e per vino (prodotti per Cleto Munari) 2000
- Tavolo “Bello!” (prodotto per Horm) (2000–2004)
- Specchi "Mamanonmama" (prodotti per Horm) (2004–2005)
- Tavolo “Cariabile” (prodotto per Riva Mobili) (2006)
- Sgabelli “Bricolages” (prodotto per Riva Mobili) (2011)
- Tappeto "Anatolia" (prodotto per Cleto Munari/Moret) 2012

## Scritti dell'architetto
- Mario Botta, "Una cantina a Suvereto", Locus n. 7, novembre 2007, "Sezione monografica" pp. 53–55
- Mario Botta, Paolo Crepet, Giuseppe Zois, Dove abitano le emozioni. La felicità e i luoghi in cui viviamo, Einaudi, 2007
- Mario Botta, La chiesa del Santo Volto a Torino, Skira, 2007
- Mario Botta, Elisabetta Fabbri, Franco Malgrande, Il Teatro alla Scala. Restauro e ristrutturazione, Skira, Milano 2005
- Mario Botta, Quasi un diario. Frammenti intorno all'architettura, Le Lettere, 2003
- Mario Botta, Modelli di architettura, Alinea, 2000
- Mario Botta, Museum Jean Tinguely, Benteli Verlag Bern, Bern 1997
- Mario Botta, Etica del costruire, Editori Laterza, Bari 1996
- Mario Botta, in AA.VV., Emilio Ambasz. Architettura e design. Per una riconciliazione con la natura, Electa, Milano 1995, p. XIX